# Copa del Generalísimo 1952
Die Copa del Generalísimo 1952 war die 48. Austragung des spanischen Fußballpokalwettbewerbes, der heute unter dem Namen Copa del Rey stattfindet.
Der Wettbewerb startete am 17. April und endete mit dem Finale am 25. Mai 1952 im Nuevo Estadio Chamartín in Madrid. Titelverteidiger des Pokalwettbewerbes war der CF Barcelona. Den Titel gewann erneut der CF Barcelona durch einen 4:2-Erfolg nach Verlängerung im Finale gegen den FC Valencia.

## Achtelfinale
Die Hinspiele wurden am 17. April, die Rückspiele am 20. April 1952 ausgetragen.
|                 | Gesamt |                     | Hinspiel | Rückspiel |
| --------------- | ------ | ------------------- | -------- | --------- |
| Real Valladolid | 9:5    | Deportivo La Coruña | 6:2      | 3:3       |
| Celta Vigo      | 2:5    | Real Madrid         | 2:3      | 0:2       |
| Atlético Bilbao | 3:4    | Real Saragossa      | 3:0      | 0:4       |
| RCD Español     | 1:1    | Real Sociedad       | 0:0      | 1:1       |
| Atlético Madrid | 3:9    | CF Barcelona        | 2:4      | 1:5       |
| FC Sevilla      | 3:3    | FC Valencia         | 3:1      | 0:2       |
| Real Oviedo     |        | Freilos             |          |           |
| CD Málaga       |        | Freilos             |          |           |

### Entscheidungsspiele
Die Spiele wurden am 22. April in Saragossa und Madrid ausgetragen.
|             | Ergebnis |               |
| ----------- | -------- | ------------- |
| RCD Español | 2:4      | Real Sociedad |
| FC Sevilla  | 1:3      | FC Valencia   |

## Viertelfinale
Die Hinspiele wurden am 27. April, die Rückspiele am 4. Mai 1952 ausgetragen.
|                | Gesamt |                 | Hinspiel | Rückspiel |
| -------------- | ------ | --------------- | -------- | --------- |
| Real Madrid    | 7:3    | Real Oviedo     | 6:3      | 1:0       |
| Real Sociedad  | 1:1    | Real Valladolid | 0:0      | 1:1       |
| Real Saragossa | 3:6    | FC Valencia     | 1:3      | 2:3       |
| CD Málaga      | 01:13  | CF Barcelona    | 0:7      | 1:6       |

### Entscheidungsspiele
Das Spiel wurde am 6. Mai in Madrid ausgetragen.
|               | Ergebnis |                 |
| ------------- | -------- | --------------- |
| Real Sociedad | 1:2      | Real Valladolid |

## Halbfinale
Die Hinspiele wurden am 11. Mai, die Rückspiele am 18. Mai 1952 ausgetragen.
|              | Gesamt |                 | Hinspiel | Rückspiel |
| ------------ | ------ | --------------- | -------- | --------- |
| FC Valencia  | 3:2    | Real Madrid     | 2:1      | 1:1       |
| CF Barcelona | 6:3    | Real Valladolid | 5:0      | 1:3       |

## Finale
| CF Barcelona                                     | CF Barcelona | FC Valencia | FC Valencia |
| ------------------------------------------------ | --- | --- | ----------- |
| CF Barcelona                                     | \| 25. Mai 1952 in Madrid (Nuevo Estadio Chamartín) \| \| Ergebnis: 4:2 n. V. (2:2, 1:2) \| \| Zuschauer: 80.000 \| \| Schiedsrichter: Andrés Rivero \|                                                                            | \| 25. Mai 1952 in Madrid (Nuevo Estadio Chamartín) \| \| Ergebnis: 4:2 n. V. (2:2, 1:2) \| \| Zuschauer: 80.000 \| \| Schiedsrichter: Andrés Rivero \|                                                                | FC Valencia |
| CF Barcelona                                     | Antoni Ramallets – José María Martín, Josep Seguer, Gustau Biosca – Gonzalvo III , Andrés Bosch – Estanislao Basora, César Rodríguez, Jorge Vila, László Kubala, Eduardo Manchón Cheftrainer: Ferdinand Daučík ( Tschechoslowakei) | Quique (118. Cesáreo López) – Gabriel Suñer, Salvador Monzó, Vicente Asensi – Francisco Mir, Antonio Puchades – Quiliano Gago, Pasieguito, Manuel Badenes, Enrique Buqué, Vicente Seguí Cheftrainer: Jacinto Quincoces | FC Valencia |
| CF Barcelona                                     | 1:2 Estanislao Basora (40.) 2:2 Jorge Vila (72.) 3:2 László Kubala (96.) 4:2 César Rodríguez (119.) | 0:1 Manuel Badenes (1.) 0:2 Manuel Badenes (28.) | FC Valencia |
| CF Barcelona                                     | Badenes traf nach nur 17 Sekunden zur Valencia-Führung und schoss damit das schnellste Finaltor in der Geschichte des spanischen Fußballpokals.                                                                                    | | FC Valencia |
| 25. Mai 1952 in Madrid (Nuevo Estadio Chamartín) | | |             |
| Ergebnis: 4:2 n. V. (2:2, 1:2)                   | | |             |
| Zuschauer: 80.000                                | | |             |
| Schiedsrichter: Andrés Rivero                    | | |             |